# SC Bietigheim-Bissingen
De Bietigheim-Bissingen Steelers is een ijshockeyteam uit het Duitse Bietigheim-Bissingen in Baden-Württemberg. De club komt sinds het seizoen 2021/22 uit in de Deutsche Eishockey Liga en speelt hun wedstrijden in de EgeTrans Arena.

## Geschiedenis

### Oprichting en verhuizing
Op 6 juli 1981 werd de ijshockeyclub SC Kornwestheim e. V. opgericht in de gelijknamige stad Kornwestheim, Baden-Württemberg. In 1988 verhuisde de club naar Bietigheim en de clubnaam werd vervolgens omgedoopt tot SC Bietigheim/Kornwestheim (SCBBK) en vervolgens naar SC Bietigheim-Bissingen. In 2000 wordt de 1. Liga Süd, waarin het team actief is, veranderd naar de 2. Bundesliga. De club gebruikt die wijziging om vanaf dat moment onder de naam SC Bietigheim-Bissingen Steelers verder te spelen, vernoemd naar een voormalig staalfabriek die sponsor was van het team.

### Vaste waarde in 2. Bundesliga
Na enkele jaren in de lagere divisies van Baden-Württemberg te hebben gespeeld, lukt het de vereniging om in het seizoen 1998-1999 te promoveren naar de 2. Eishockey Bundesliga. Op dit niveau wordt de club zowel in 2009, 2013, 2015 en 2018 kampioen, maar vanwege de geldende regels van de Deutsche Eishockey Liga (DEL) promoveert de kampioen niet automatisch naar de hoogste klasse. Naast de kampioenschappen in die jaren weten de Bietigheim-Bissingen Steelers in 2012 en 2013 ook de Duitse beker (DEB-Pokal) te winnen. 

### Promotie naar Deutsche Eishockey Liga (DEL)
In 2021 worden de Steelers opnieuw kampioen in de 2. Bundesliga en dienen ze een aanvraag in om toe te treden tot de Deutsche Eishockey Liga. In juli 2021 wordt hun aanvraag goedgekeurd en verkrijgen de Steelers hun langverwachte DEL-licentie. In hun eerste seizoen op het hoogste niveau (2021-2022) eindigen ze het jaar als 13e, waardoor ze niet mee mogen doen aan de play-offs. Het seizoen 2022-2023 eindigen de Steelers op de laatste plaats van het reguliere seizoen, waardoor ze vanaf het seizoen 2023-2024 terug degraderen naar de 2. Bundesliga.

## Erelijst
- Kampioen 2. Bundesliga: 2009, 2013, 2015, 2018, 2021
- Kampioen 1. Liga Süd: 1999
- Winnaar DEB-Pokal: 2012, 2013
- Winnaar 2. Eishockey-Liga: 1997